# Kukavice (Republika Serbska)
Kukavice (cyr. Кукавице) – wieś w Bośni i Hercegowinie, w Republice Serbskiej, w gminie Rogatica. W 2013 roku liczyła 113 mieszkańców.